# Biatlón
El biatlón es un deporte de invierno que combina el esquí de fondo y el tiro con carabina.
El biatlón forma parte del programa de los Juegos Olímpicos desde Squaw Valley 1960. Otras competiciones de biatlón son el Campeonato Mundial, la Copa Mundial y el Campeonato Europeo.

## Historia
La primera aparición de un deporte parecido al biatlón fueron las competiciones militares en la zona de Escandinavia en los siglos XVIII y XIX. Las competiciones organizadas por militares constaban de varias categorías como tiro con carabina mientras se esquiaba a alta velocidad, carreras de ascenso y descenso cargando un rifle y accesorios militares. A partir del siglo XX pasó a ser un deporte también practicado por civiles. En los Juegos Olímpicos de Invierno de 1924 fueron agregados como deporte de exhibición, llamado en ese entonces «patrulla militar», y fue aceptado oficialmente como deporte olímpico en 1960 y en 1992 para su modalidad femenina. En 1958 se celebró el primer Campeonato Mundial de Biatlón y en 1984 las mujeres tuvieron sus propias competiciones; ya en 1993 se crea formalmente la Unión Internacional de Biatlón, que cuenta con 69 países afiliados. En 1948 se fundó la Union Internationale de Pentathlon Moderne et Biathlon (UIPMB), que estandarizó las reglas para el deporte. En 1993 nació la Unión Internacional de Biatlón y se convirtió en el cuerpo gobernante oficial del deporte en 1998.
Las competiciones celebradas entre los años 1958 y 1965 usaban rifles de cartuchos .30-06 Springfield y 7,62 × 51 mm OTAN, hasta que en 1978 fue estandarizado el uso del cartucho .22 Long Rifle para rifles y carabinas para tiro deportivo. Los biatletas disparaban a distancias de entre 100 y 250 m, y para el año 1968 la distancia fue reducida a 50 m. Esta nueva distancia fue usada junto con nuevos objetivos mecánicos en los Juegos Olímpicos de invierno de Lake Placid 1980. Los esquís, que al principio eran completamente de madera, fueron reemplazados por plástico; más adelante se crearon con materiales como fibra de vidrio y cambiaron de forma a una menor longitud y mayor rigidez. Otro de los cambios en el equipamiento del biatleta son las ataduras de las botas; ahora emplean un nuevo mecanismo que permite mayor movimiento, más flexible y con botas y esquís más ligeros. Los trajes usados ahora son de lycra y están diseñados para una mayor flexibilidad.

## Equipo

### Esquís y bastones
Hasta finales de los años 1980, los practicantes de este deporte patinaba en el estilo clásico, y desde entonces en la técnica del patinaje. Se utilizan esquís especiales para patinar, que pesan unos 1250 g y miden unos 5 cm de ancho. La longitud de los esquís depende de la altura del deportista y no está limitada. Las fijaciones fijan las botas de esquí de fondo aproximadamente en el centro del esquí, de modo que la parte trasera de la bota se puede levantar del esquí con cada paso para obtener un mejor avance. Los esquís no tienen cantos de acero como los esquís alpinos, por lo que los descensos son mucho más difíciles. En principio se aplican las mismas normas de construcción que para los esquís de fondo.
Los bastones de esquí de fondo con los que se impulsan los deportistas llegan hasta los hombros.

### Rifle
Hasta 1977, en las pruebas de biatlón se utilizaban rifles de gran calibre. Las distancias de tiro eran 100 m (de pie) y 150, 200 y 250 m (tumbado). Desde 1978 se utilizan rifles de pequeño calibre cuyo peso debe ser de al menos 3,5 kg y que sólo pueden repetirse manualmente. El peso del gatillo debe ser de al menos 500 g. El rifle, que inicialmente pesaba entre 5 y 6 kg y ahora sólo pesa entre 3,8 y 4,5 kg, debe ser llevado por el deportista en todo momento, incluida la munición.
En el invierno de 2002/03, el equipo noruego utilizó por primera vez rifles cuyo cañón tenía un revestimiento inhibidor de vibraciones. Esto puede compensar un ligero movimiento de la cámara y mejorar significativamente la precisión. Se puede llevar una correa estrecha en el brazo y sirve para estabilizar al disparar boca abajo (enganchada a la culata del rifle y apretada).
El dispositivo de observación consta de una dioptría ajustable manualmente para compensar las influencias del viento. La dioptría no debe tener ningún efecto de aumento. La mira anular en el extremo frontal del cañón es reemplazable para poder reaccionar a las condiciones de iluminación. Si la visibilidad es mala, se suele utiliza el llamado grano de niebla. Tiene una apertura más grande para permitir que entre más luz y mejorar la visibilidad.
El tamaño y la calidad de la caña dependen de los deportistas. Estos se fabrican individualmente para cada deportista y se adaptan idealmente a su cuerpo. Se pueden incorporar pedidos especiales como compartimentos para herramientas o munición de repuesto. La madera es el material más común para un eje, pero también se utilizan materiales modernos como el carbono. Las formas para tiradores diestros y zurdos sólo se diferencian en que las armas están invertidas. Sin embargo, también existen formularios especiales aprobados por la IBU. Después de una cirugía ocular, la atleta bielorrusa Nadzeja Skardsina ya no podía utilizar su ojo derecho para apuntar a los objetivos como de costumbre. Sin embargo, para no tener que volver a aprender todos los procesos que ha desarrollado a lo largo de los años, Skardsina sigue disparando como diestra, pero apunta con el ojo izquierdo. Para ello se fabricó un eje de carbono de forma especial.
Los atletas son libres de elegir el color y el diseño visual del arma. Sin embargo, existen restricciones en la normativa en cuanto al número y tamaño de los espacios publicitarios en el arma.

### Munición
La munición es de calibre .22 LR, que corresponde a un diámetro de 5,6 mm. La bala no debe exceder una velocidad de salida de 360 m/s y debe pesar entre 2,55 y 2,75 gramos.
La munición está especialmente diseñada para su uso a bajas temperaturas. Además, los deportistas prueban su arma mucho antes del inicio de la temporada junto con diferentes municiones de su fabricante para determinar el lote con la menor variación. Algunas de estas pruebas también se llevan a cabo en cámaras frías para simular disparos en temperaturas bajo cero.

## Dorsal
En competición, el dorsal complementa la vestimenta reglamentaria del biatleta. El protocolo de numeración depende del formato de carrera. En las contrarrelojes (sprint e individual), el número de dorsal, previamente sorteado al azar, corresponde al orden cronológico en el que compiten los biatletas en la prueba (el dorsal "1" inicia la carrera, seguido de treinta segundos después del dorsal "2", pronto). Para la persecución, la numeración viene definida por la clasificación de la carrera de clasificación anterior, generalmente un sprint, y, en el caso de una carrera de handicap, corresponde nuevamente al orden de salida de los biatletas. Durante las pruebas de salida masiva (salida masiva y relevos), la numeración generalmente sigue el orden de la clasificación general de la disciplina.
Durante los relevos, los dorsales son de un color específico e incluyen una subnumeración para cada etapa de relevos (1 rojo, 2 verdes, 3 amarillos y 4 azules). En el Mundial y fuera de los relevos, el color específico de algunos de los llamados dorsales distintivos proporciona información sobre el estatus de su portador: amarillo para el primero en la clasificación general, rojo para el primero en la disciplina y, por tanto, rojo y amarillo. Para un biatleta que lidera tanto la clasificación general como la de la disciplina, o el azul para el mejor joven.

## Campo de tiro
Para competiciones internacionales como la Copa del Mundo o la Copa IBU, la IBU exige un campo de tiro con 30 líneas de tiro, cada una de las cuales debe tener entre 2,75 y 3 m de ancho. Las líneas de tiro están numeradas de derecha a izquierda, por lo que el puesto 1 está en el borde derecho del campo de tiro. En las carreras individuales y de velocidad, los carriles 1 a 15 están destinados al tiro boca abajo y los carriles 16 a 30 están destinados al tiro de pie. En estas dos carreras, los atletas deben elegir ellos mismos el campo de tiro. En las carreras de persecución, salida masiva y relevos, las líneas de tiro se asignan en función del orden en que llegan al campo de tiro. El atleta líder dispara en la calle 1, todos los demás atletas llenan el campo de tiro a la izquierda según su posición actual en la carrera. Existe un reglamento especial para las salidas masivas y carreras de relevos, donde la línea de tiro a tomar en el primer tiro corresponde al número de salida del atleta. Esto es necesario porque las diferencias de tiempo a estas alturas de la carrera son todavía muy pequeñas y no siempre hay un orden claro.

## Especialidades
Hay diversas pruebas y modalidades dentro del biatlón: individual, sprint, persecución, relevos y salida en masa, tanto en categoría masculina como femenina.
| Nombre         | Distancia                   | Salida                                             | Serie de tiros* | Penalización                                                                          |
| -------------- | --------------------------- | -------------------------------------------------- | --------------- | ------------------------------------------------------------------------------------- |
| Sprint         | 10 km (M) 7,5 km (F)        | Intervalos 30 s                                    | 2               | 1 fallo = 1 ronda de 150 m                                                            |
| Persecución    | 12,5 km (M) 10 km (F)       | Escalonada con respecto al tiempo final del sprint | 4               | 1 fallo = 1 ronda de 150 m                                                            |
| Individual     | 20 km (M) 15 km (F)         | Intervalos 30 s                                    | 4               | 1 fallo = 1 min más                                                                   |
| Salida en masa | 15 km (M) 12,5 km (F)       | Conjunta                                           | 4               | 1 fallo = 1 ronda de 150 m                                                            |
| Relevos        | 4 x 7,5 km (M) 4 x 6 km (F) | Conjunta                                           | 8               | 1, 2, 3 fallos = 1, 2, 3 recargas. A partir del 4.º fallo, 1 fallo = 1 ronda de 150 m |

- (*) -  Cada esquiador realiza la mitad de la serie de tiros en posición tendida y la mitad de pie.
- (M) -  Prueba masculina.
- (F) -  Prueba femenina.

### Individual o triindividual
Es la prueba de biatlón por excelencia. Las mujeres corren 15 km y los hombres 20 km. Es una competición contrarreloj, en la que los participantes parten por intervalos. En el recorrido hay cuatro estaciones de tiro, para tirar alternativamente de pie y tumbado; por cada disparo que ha fallado se penaliza con un minuto al tiempo total.

### Sprint
La prueba femenina es de 7,5 km y la masculina de 10 km. Los participantes salen a intervalos de 30 segundos y dan tres vueltas a un circuito. En el recorrido tienen que realizar dos series de tiros, de cinco blancos cada una, primero tumbados y luego de pie. Por cada fallo, deben realizar una ronda de penalización de 150 metros adicionales. Ganará el mejor tiempo. 

### Persecución
Las mujeres hacen 10 km y los hombres 12,5 km. La salida es escalonada según el cómputo de tiempos que se han obtenido en el sprint, y el primero en cruzar la meta gana la carrera. Los participantes tienen cuatro paradas para tirar a un blanco donde deben hacer cinco blancos con cinco balas. Por cada tiro fallado, los atletas deben hacer una vuelta de penalización sobre un circuito de 150 metros preparado al efecto y luego continuar el recorrido de la prueba.

### Relevos
Es una prueba realizada por equipos de cuatro, corriendo cada uno de los participantes 7,5 km en categoría masculina y 6 km en la femenina. La prueba la comienzan los primeros relevistas de cada equipo. Cada corredor tiene que realizar dos paradas de tiro, una tumbada y una de pie. En cada parada de tiro, debe acertar cinco blancos para los que disponen de ocho balas. Por cada blanco sin completar, el corredor debe hacer un recorrido de penalización de 150 metros y luego continuar la prueba.
Existen dos formatos de relevos mixtos. En el relevo por equipos mixtos, dos mujeres recorren 6 km cada una, y luego dos hombres recorren 7,5 km cada uno, totalizando 27 km. En el relevo por parejas mixtas, una mujer y un hombre alternan turnos de 3 km, excepto el turno final del hombre que es de 4,5 km, totalizando 13,5 km. En ambos, cada corredor debe realizar dos paradas de tiro en cada turno.
En este deporte tiene que haber 6 personas por equipo.
Cada que un tirador falle tenía que hacer una penitencia o un castigo.

### Salida en masa (o en grupo)
Es la modalidad más reciente y se incluyó por primera vez en los Juegos Olímpicos de Turín 2006. La prueba masculina es de 15 km (cinco vueltas a un circuito de 3 km) y la femenina de 12,5 km (cinco vueltas a un circuito de 2,5 km). En esta prueba salen todos los participantes juntos, y el primero en cruzar la meta gana la carrera. Hay cuatro estaciones de tiro con cinco blancos cada una, dos para disparar tumbados y las otras dos de pie. Como en la prueba de sprint, por cada fallo el competidor debe recorrer 150 metros más de penalización. Para evitar las aglomeraciones de participantes en la zona de tiro, además del posible peligro que ello implica, la participación en esta prueba está limitada a los 30 mejores participantes de las pruebas anteriores. Por ello en los Juegos Olímpicos se disputa en los últimos días.

## Biatletas destacados
La mayoría de los biatletas comenzaron a practicar esquí de fondo cuando eran niños o adolescentes y luego pasaron al biatlón. Este cambio suele ocurrir en la adolescencia, por lo que a partir de este momento los deportistas de deportes de invierno entrenan tanto carrera como tiro.
Especialmente en los primeros años del deporte, la mayoría de los atletas participantes eran ex esquiadores de fondo profesionales. Pero algunos esquiadores de fondo siempre pasan al biatlón. Muchos de estos atletas se convierten con el tiempo en biatletas dominantes; por ejemplo, las exitosas biatletas Kati Wilhelm y Anna Carin Olofsson fueron ex esquiadoras de fondo. También causó revuelo la decisión de la finlandesa Kaisa Varis, que llegó al biatlón tras su suspensión por dopaje en el verano de 2006, pero que volvió a dar positivo como biatleta en 2008. En algunos países, como Gran Bretaña o Groenlandia, ambas disciplinas están estrechamente relacionadas, por ejemplo, los campeonatos británicos de ambas disciplinas se celebran juntos.
También en otros países, p. B. En Suecia, algunos esquiadores de fondo pasan ocasionalmente al biatlón. En países donde el esquí de fondo es muy importante, el paso al biatlón todavía se considera a veces como un deporte en declive, a pesar de la evolución positiva actual.
Sin embargo, el ritmo de cambio del biatlón al esquí de fondo especializado es significativamente menor. Después de numerosos éxitos en el esquí de fondo, la rusa Anfissa Reszowa pasó al biatlón a finales de los años 80, donde también celebró numerosos éxitos. Al final de su carrera volvió a ganar la medalla de oro en esquí de fondo con el equipo de relevos ruso. Después de años de mucho éxito en el biatlón, su compatriota Tschepikow se pasó al esquí de fondo a mediados de los años 90. Después de terminar temporalmente su carrera, unos años más tarde volvió a iniciarse con éxito en el biatlón. La biatleta alemana Miriam Gössner logró varias victorias y podios en la Copa del Mundo de biatlón, así como en el relevo de esquí de fondo en el Campeonato Mundial de Esquí Nórdico de 2009 y en los Juegos Olímpicos de 2010, donde ganó la medalla de plata.
Sobre todo, los noruegos como Frode Andresen, Lars Berger y Ole Einar Bjørndalen participaron repetidamente en carreras individuales de esquí de fondo. Berger fue dos veces campeón mundial de relevos y una vez individual en esquí de fondo, y Bjørndalen también ganó una carrera de la Copa del Mundo de esquí de fondo.
Hombres
- Ole Einar Bjørndalen
- Frank Luck
- Sven Fischer
- Martin Fourcade
- Eirik Kvalfoss
- Ricco Groß
- Raphaël Poirée
- Emil Hegle Svendsen
- Alexander Tikhonov
- Sergei Tchepikov
- Frank Ullrich
- Anton Shipulin

Mujeres
- Petra Behle
- Tora Berger
- Uschi Disl
- Magdalena Forsberg
- Elena Golovina
- Andrea Henkel
- Eva Korpela
- Magdalena Neuner
- Liv Grete Poirée
- Svetlana Petcherskaia
- Kati Wilhelm
- Kaisa Makarainen
- Darya Domracheva
- Tiril Eckhoff

## Competiciones
- Campeonato Mundial de Biatlón
- Copa del Mundo de Biatlón
- Campeonato Europeo de Biatlón